# Maikel van der Werff
Maikel van der Werff, né le 22 avril 1989 à Hoorn, est un footballeur néerlandais. Il évolue au Vitesse Arnhem au poste de défenseur central.

## Biographie
Il participe à la Ligue Europa avec les clubs du PEC Zwolle et du Vitesse Arnhem.

## Palmarès
- Vainqueur de la Coupe des Pays-Bas en 2014 avec le PEC Zwolle